# フジェール城

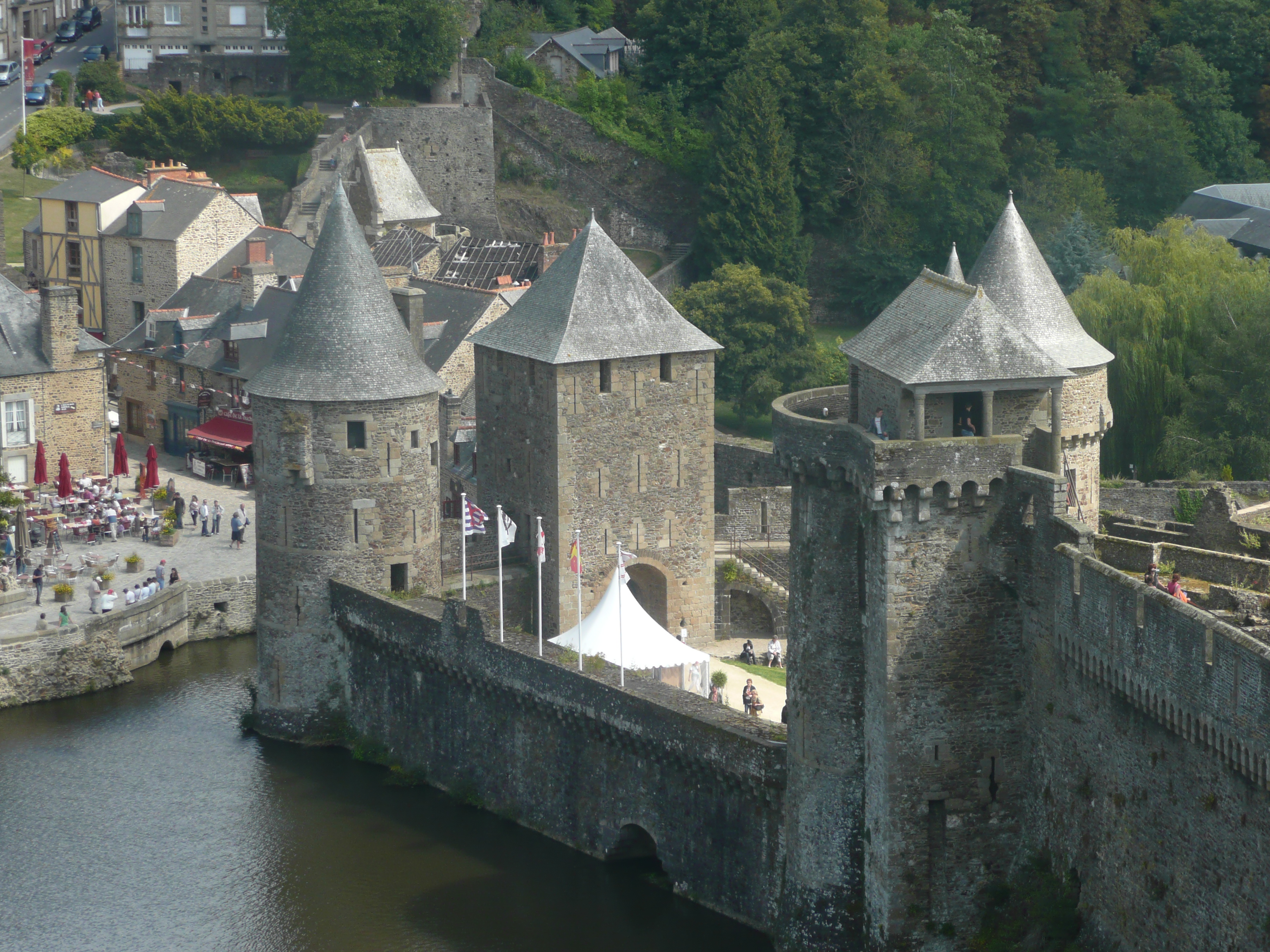
ナンソン川とフジェール城

フジェール城（フジェールじょう、フランス語:Château de Fougères、表記ゆれ：フージェール城）は、フランス、ブルターニュ地域圏、イル＝エ＝ヴィレーヌ県のコミューン、フージェールにある城である。2ヘクタールの広さを持ち、中世の城塞としては欧州一の規模である。
城は、天然の守りを利用し、自然の堀を為すナンソン川に囲まれた高台の上に建てられた。さらに人工的に3つの囲いを作り堅牢な城塞となっている。
フランスの文化遺産保護制度である歴史的記念物に最初に登録されたのが1862年、その後1928年、1953年の二度にわたり保護領域を拡大し再登録された。

## 歴史

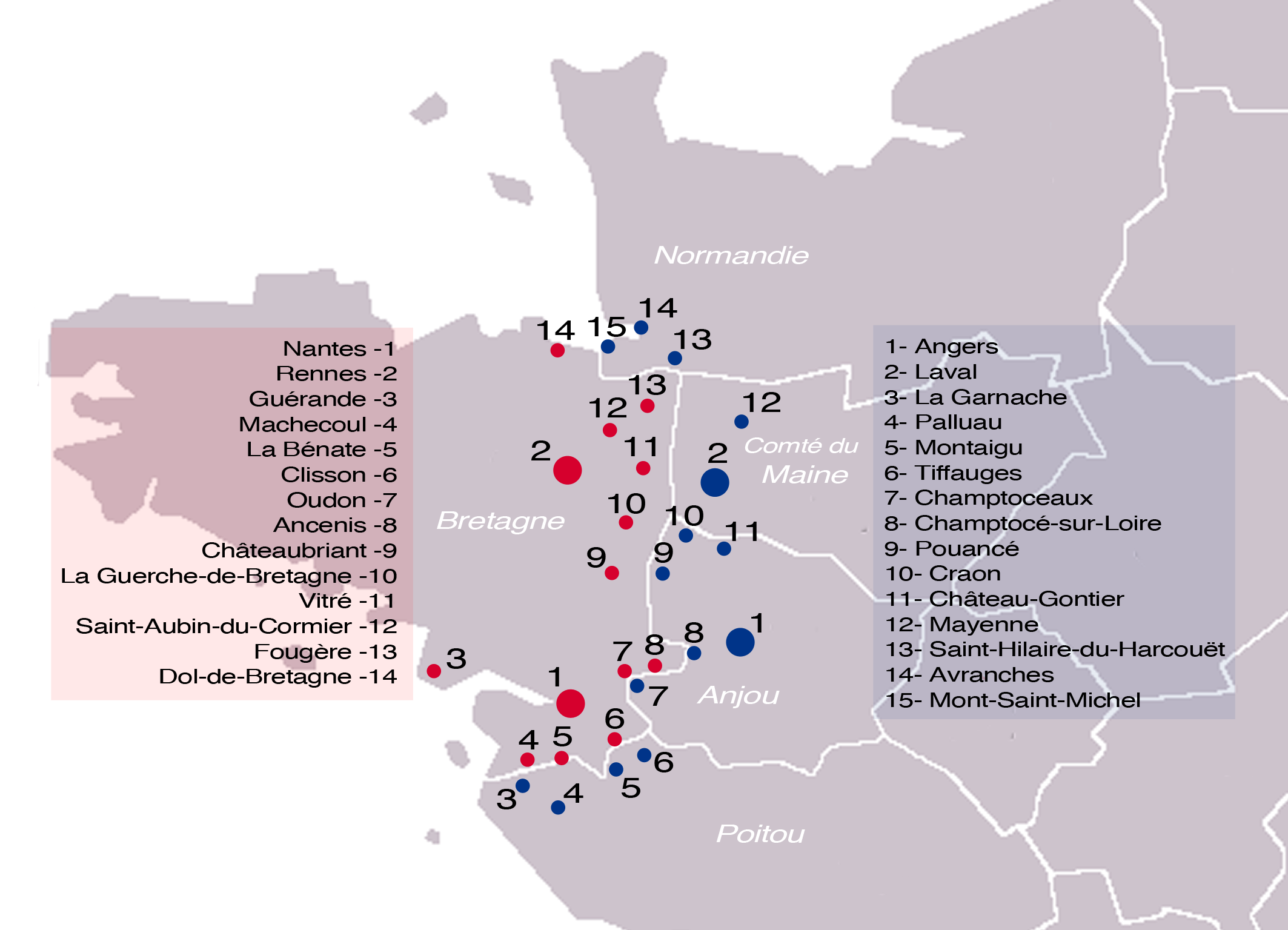
ブルターニュ公国とフランス王国の国境地帯。フジェール城はブルターニュ側の13の位置にある

- 10世紀ごろ、en:House of Amboise（アンボワーズ家）が最初に城を建設した。
- 1166年イングランド王 ヘンリー2世によって攻撃され、燃やされる。
- 1173年再建される。
- 1253年、ブルターニュ公ピエール1世の孫でリュジニャン家のユーグ12世・ド・リュジニャンがフジェール城主の娘と結婚し、城主となる。
- 1449年、イングランドの傭兵たちに不意打ちされ、奪われた後、ブルターニュ公が占領した（fr:Siège de Fougères (1449)）。
- 1488年、ブルターニュ公が防衛する城をフランス軍が占領した（fr:Siège de Fougères (1488)）
- 1793年 フジェールの戦い（fr:Bataille de Fougères）

## 受賞歴
2010年：財団法人日本城郭協会によって、ヨーロッパ100名城の1つに選出された。